# Haplogrupo Q (ADNmt)
En genética humana el haplogrupo Q es un haplogrupo mitocondrial típico de Oceanía, especialmente de Melanesia. Desciende del macrohaplogrupo M29'Q, está definido por las mutaciones 4117, 5843, 8790, 12940, 16129 y 16241, y se originó en el Sudeste de Asia hace unos 50.000 años.

## Distribución
Se encuentra principalmente en Nueva Guinea y demás islas de Melanesia. Es también importante al este de Indonesia. Vemos menor presencia entre aborígenes australianos y en zonas de Polinesia y Micronesia.
Las más altas frecuencias se encuentran en Nueva Guinea Occidental, encontrando 72% en las tierras bajas y 57% en las montañas. Al este de Indonesia destacan los pueblos austronesios de las islas Alor y Pantar con más del 60%.
- M29'Q
  - Q
    - Q1'2
      - Q1: Disperso en Melanesia, encontrándose en las islas de Nueva Guinea, Bougainville y Vanuatu. Muy común en las islas menores de la Sonda y en las Molucas (Este de Indonesia).[2] En Polinesia se encontró en Samoa e Islas Cook.[3]
      - Q2: En Australia[4] y las islas de Nueva Bretaña y Nueva Irlanda (Papúa Nueva Guinea). En Fiyi 9% y en Futuna 2%.[5] Poco al este de Indonesia.

    - Q3: Papúes de Nueva Guinea y Nueva Bretaña.[6]